# Ràdio digital
La ràdio digital descriu tecnologies per transmetre informació en un senyal digital.
És una transmissió que va del de l'emissor fins al receptor.
Els sistemes de ràdio digital principals, són: 
- La ràdio digital pròpiament dita; DAB, HD Radio i DRM.
- L'àudio de la televisió digital terrestre; DVB, ISDB i ATSC.
- Els sistemes de transmissió de dades de baix amplada de banda per l'existent ràdio FM; RDS i RBDS.
- Entre d'altres,...

## Transmissió de so i informació digital
Es transmet els canals digitals comprimits en MP2 o MPEG-4. Habitualment estan agrupats en blocs de canals (múltiplex) excepte en els sistemes HD Radio i DRM on l'amplada de banda no ho permet.

### DAB
És una tecnologia per emetre programes d'àudio d'una forma digital que es va dissenyar als anys 1980. Els objectius originals de la conversió als sistemes digitals eren: permetre una alta fidelitat, una millor immunitat als sorolls, serveis per a dispositius mòbils, i nous serveis com la EPG, però malauradament ara la DAB (al Regne Unit) ofereix una qualitat d'àudio que és més baixa que la disponible a la FM. Aquí, a Catalunya podem escoltar els canals de Catalunya Ràdio a una qualitat semblant a la del CD però en Joint Stereo. Els canals estatals públics tenen més qualitat que la FM: excepte RNE Clásica que té una qualitat de CD mantenint el so estereofònic. Els privats gairebé tenen la mateixa qualitat que en la FM si fa no fa. L'acrònim DAB és utilitzat per identificar la tecnologia genèrica de l'emissió d'àudio digital, i utilitzat per identificar els estàndards tècnics específics, particularment l'estàndard Eureka 147. L'estandardització la tecnologia DAB està promoguda pel WorldDMB Forum, que representa més de 30 països però excloent els Estats Units i el Japó, que ha optat pel sistema anomenat HD Radio i ISDB, respectivament. DAB no s'ha de confondre amb altres tipus d'emissió d'àudio, generalment referits com digital, però que estan basats principalment en la tecnologia analògica amb unes característiques digitals complementàries com els sintetitzadors digitals o la pantalla de LCD que mostra la freqüència sintonitzada. Un altre cas són els serveis de DVB-T (o TDT) que, encara que estiguin dissenyats per l'emissió de vídeo digital, sovint incorporen alguns canals d'àudio digital que són emesos quan sobra amplada de banda com a serveis addicionals. Utilitza el format MPEG-2, i té una modulació COFDM a 1536 subportadores.

### HD Radio
Utilitza la mateixa modulació que la DAB i, que la DRM, que tot seguit explicarem.
Pot portar diferents serveis d'àudio. Els canals secundaris (com el temps, el trànsit, o un servei perquè un senyor vagi llegint els diaris de la regió, per a cecs) es poden afegir però això redueix la qualitat de tots els canals del bloc de canals que s'emet per una freqüència.
Té una protecció d'errors molt baixa i, això fa, que la sintonització d'emissores sigui més lenta.
També és possible la transmissió de dades, i dades semblants al RDS quant al programa i l'emissor, que també són incloses en l'estàndard. Les emissores eventualment poden emetre solament en digital, i això vol dir que no les podràs escoltar en una ràdio normal.

#### FM
En el mode híbrid pot portar 96 kbps d'informació.

#### AM
En el mode híbrid, pot ser portadora de 36 kbps de dades per cada canal d'àudio. De nit no s'emet en digital degut a les interferències entre repetidors que dona la propagació ionosfèrica.

### DRM
El principal avantatge és que l'emissió digital dona una qualitat de so comparable a l'emissió analògica d'FM, però per les freqüències i amb les distàncies d'ona llarga, mitjana i curta. Més recentment (el 2006) les bandes de VHF també són en consideració per emetre en aquest sistema de transmissió digital. DRM és robust per combatre els efectes del fàding i les interferències. Com és un medi digital, DRM pot transmetre altres dades digitals a part de la música digitalitzada, incloent text, imatges, i programari informàtic per això el tipus de dades RDS o les dades associades al programa s'assemblen al sistema de dades per DAB. DRM ha estat dissenyat especialment per utilitzar vells emissors dissenyats per àudio AM per això no calen noves inversions per posar els adaptadors. La codificació i descodificació es pot fer amb un processador del senyal digital.
S'utilitza el format MPEG-4 per codificar el so. Les qualitats van dels 8 kbps als 20 kbps per una transmissió per un canal normal (10 kHz d'amplada de banda). És possible arribar a qualitats més amunt de 72 kbps utilitzant més amplada de banda (més que 10 kHz). S'utilitza la meitat d'amplada de banda per emetre simultàniament en digital i en analògic. La qualitat desitjada depèn d'unes altres opcions com la robustesa contra els errors, la potència necessària, robustesa per a les condicions de propagació.
Utilitza la mateixa modulació que el DAB, però utilitza la modulació QAM quan es transmeten per la mateixa freqüència el senyal analògic i el digital.
Pot funcionar en simultàniament amb l'AM, i està preparada per tenir vincles amb altres alternatives (p. ex. serveis de DAB o FM). DRM ha passat els tests en ona curta, ona mitjana (amb 9 i 10 kHz de separació de canals) i ona llarga.

#### DRM Plus
La DRM cobria les bandes inferiors als 30 MHz, però el consorci DRM va votar en Març del 2005 el començament del procés d'extensió del sistema per a bandes de transmissió superiors als 120 Mhz. DRM Plus serà el nom d'aquesta tecnologia i utilitzarà amplades de banda superiors, que faran que les estacions de ràdio utilitzin un bitrate més alt que farà que la qualitat sigui més alta. Un amplada de banda especificat és 50 kHz, que permet que DRM+ pugui ser portador d'emissores amb una qualitat de CD. El disseny, els desenvolupament i els tests de l'extensió del DRM, estaran conduïts pel consorci de DRM, i estan previstos per ser completats als anys 2007 al 2009.

## Transmissió d'informació digital
Solament es transmet informació en format digital, el so es transmet en forma anàlogica.
El so és la ràdio FM i RDS o RBDS, la informació.

### RDS
És un sistema de transmissió de dades inaudibles pel senyal d'una emissora de ràdio, normalment de FM. És un estàndard des de l'any 90. Envia les següents dades: el nom de l'emissora (o de la xarxa d'emissores) (PS),la identificació de l'emissora (o de la xarxa d'emissores) (PI), les freqüències alternatives (AF), el tipus de programa (PTY): música pop, informació, esports, etc., radio text (missatge de text) (RT), cerca i sintonització de programes de trànsit (TP) i (TA), informació sobre altres xarxes d'emissores (EON), entre d'altres.
La seva velocitat de transferència és d'1,16 kbps i aquesta transmissió de dades no causa interferències amb el senyal normal.